# Elefantenmuseum Lilienthal

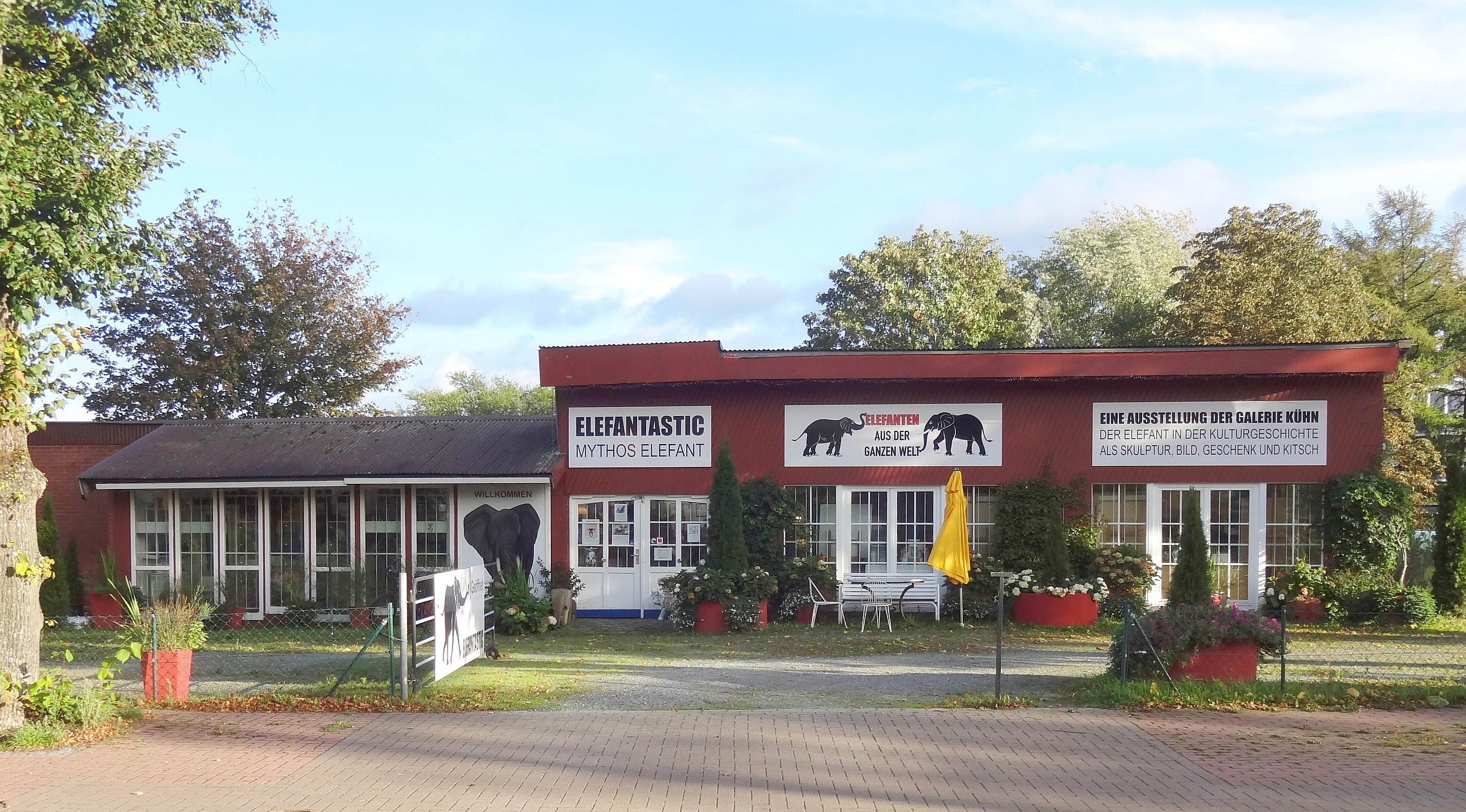
Ansicht des Elefantenmuseums

Das Elefantenmuseum Lilienthal („Elefantastic – Mythos Elefant – Sammlung Volker Kühn“) ist ein privat geführtes Museum zum Thema Elefanten. Es befindet sich in der Gemeinde Lilienthal im niedersächsischen Landkreis Osterholz.
In der Ausstellung der Galerie Kühn werden Darstellungen von Elefanten aus der ganzen Welt in rund 5000 Ausstellungsstücken präsentiert: Elefanten in der Kulturgeschichte als Skulptur, als Bild, als Geschenk und als Kitsch.
Das Museum in der Hauptstraße 2a ist nach Vereinbarung geöffnet.